# Palazzo reale di Madrid
Il Palazzo reale di Madrid, anche chiamato Palazzo d’Oriente, riprendendo il nome della piazza sulla quale si affaccia ad est (un paradosso, perché il palazzo si trova nella zona più occidentale della città), è stata ed è ancora oggi la residenza ufficiale della famiglia reale spagnola. Oggi il palazzo è utilizzato esclusivamente per le cerimonie, le conferenze e gli atti ufficiali, dato che i monarchi vivono nel Palazzo della Zarzuela, situato alla periferia di Madrid. 

## Storia

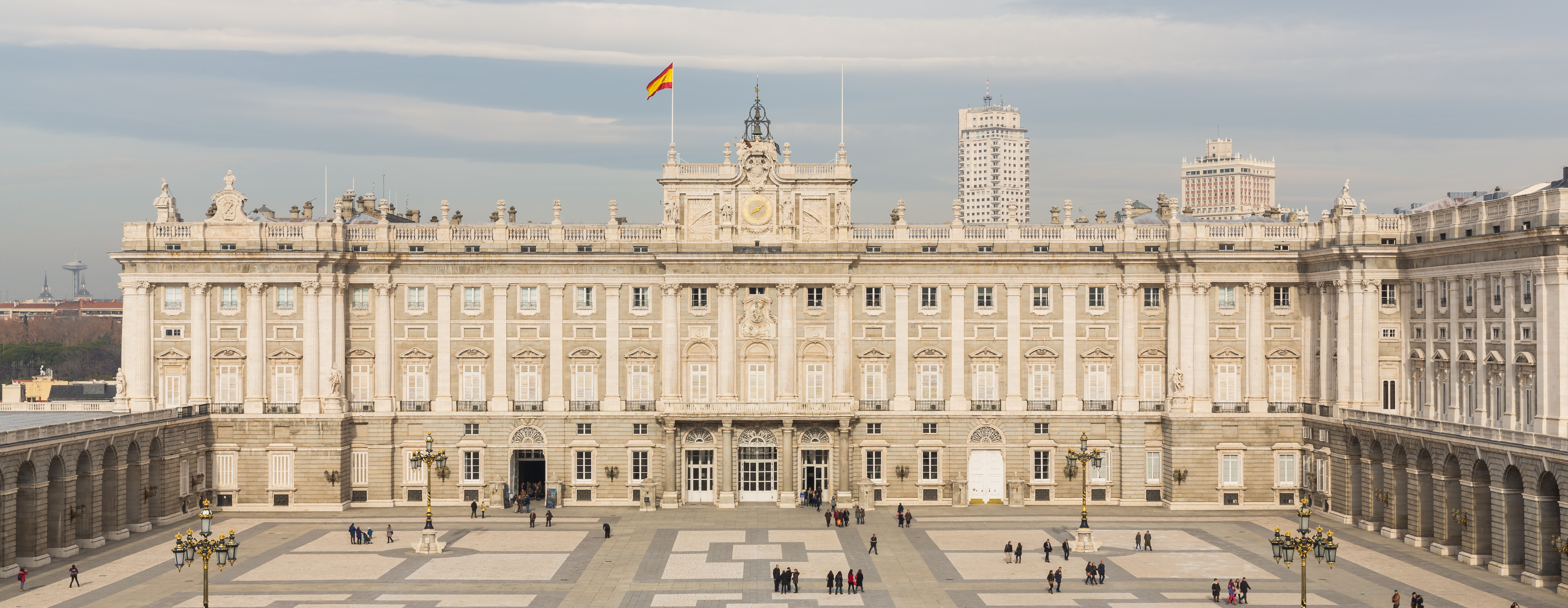
Facciata sud del Palazzo Reale

Il palazzo fu costruito nello stesso luogo dove sorgeva l'Alcázar, fortezza musulmana del IX secolo edificata su ordine dell'emiro Mohamed I per difendersi dall'avanzata dei cristiani, divenuta nel XVI secolo palazzo reale dopo la decisione di stabilire a Madrid la capitale dell'Impero spagnolo; fu residenza della famiglia reale spagnola fino alla sua distruzione, causata da un terribile incendio avvenuto alla vigilia di Natale del 1734, ai tempi di Filippo V.
La ricostruzione del palazzo avvenne sotto la commissione dello stesso re di Spagna Filippo V, il quale ordinò che il palazzo venisse ricostruito nello stesso luogo, ma che fosse fatto solo di pietra senza neanche un pezzo di legno (esclusi gli arredi) per evitare futuri incendi. L'incarico venne affidato a Filippo Juvarra, ma sarà Giovanni Battista Sacchetti a proseguire il progetto dopo la morte di Juvarra. I lavori iniziarono nel 1735 e durarono ventisei anni. Il primo sovrano a stabilirsi nel palazzo fu Carlo III nel 1764.
L'edificio, costituito da 3418 stanze che insistono su un'area di 135 000 m², è la più grande residenza reale d'Europa.

## Campo del Moro

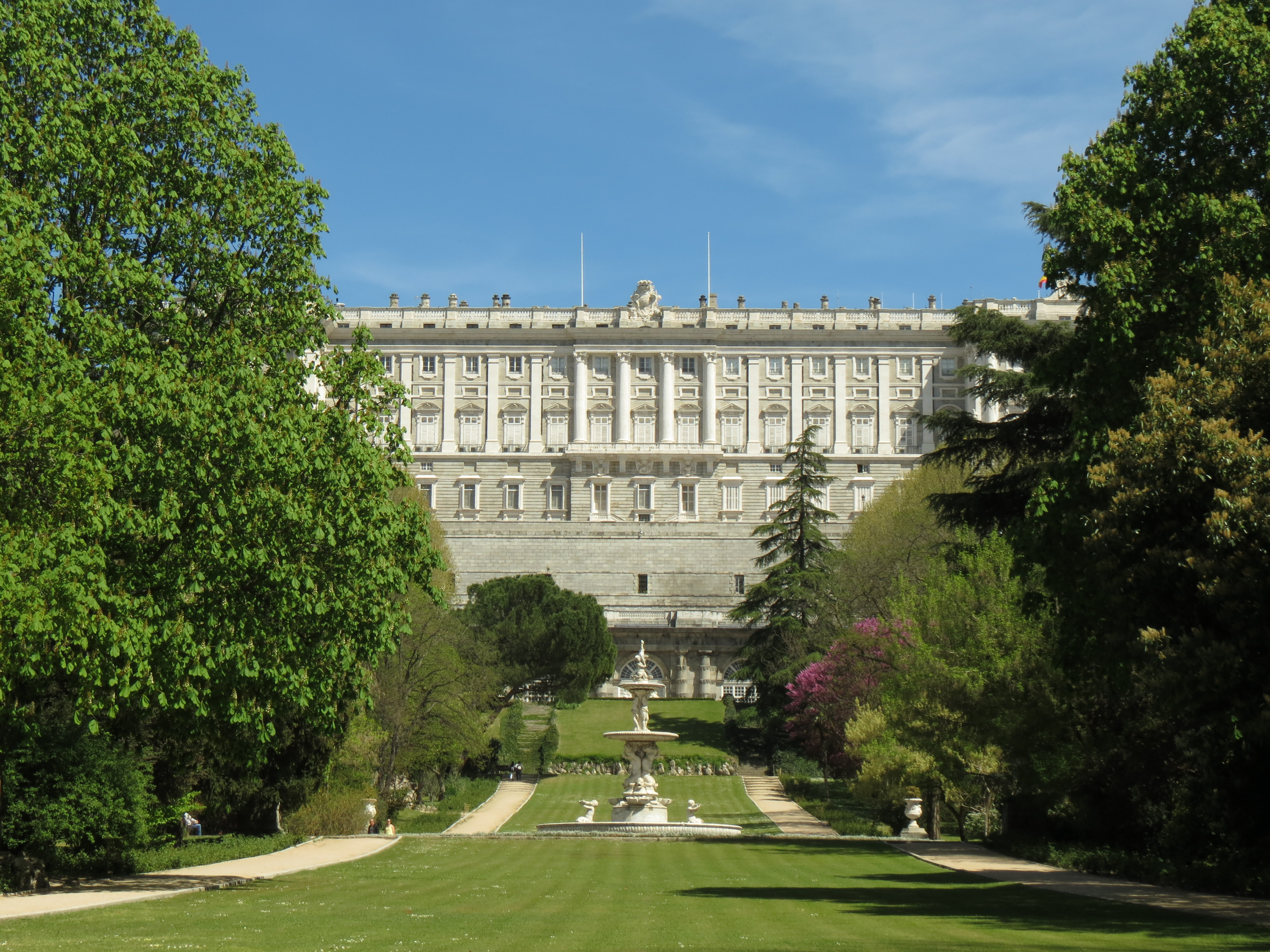
Vista del Campo del Moro

Campo del Moro si estende da est a ovest, dalla facciata ovest del Palazzo Reale al Paseo de la Virgen del Puerto. Deve il suo nome al fatto che nel 1109 si stanziò in quella zona l'esercito moresco guidato dal condottiero arabo Ben Alì Jusuf. La realizzazione di quest'area verde risale all'epoca di Filippo IV, che vi fece piantare almeno 70 specie diverse di alberi; il terreno fu utilizzato inizialmente come terreno di caccia, fino al regno di Filippo V, sotto il quale i giardini iniziarono ad assumere le funzionalità che hanno tuttora. Diversi gli architetti e paesaggisti che furono incaricati di disegnare la struttura, aggiunsero decorazioni come statue fontane; nei giardini ci sono due famose statue: quella dei Tritoni e quella delle Conchiglie.
La zona in cui sorgono i giardini ha avuto nel tempo scopi diversi, inizialmente è stata usata come accampamento militare, poi come parco in cui si svolgevano tornei per i cavalieri cristiani, alla fine del XIX, durante il regno di Isabella II, venne usata come parco giochi per bambini di sangue reale, nello stesso periodo venne ridisegnato all'inglese con sentieri sontuosi, erba e tratti boscosi, fontane e statue.
Il parco venne definitivamente aperto al pubblico nel 1983.

## Jardines de Sabatini
I Jardines de Sabatini, situati a nord, progettati negli anni '30 sul sito dove erano ubicate le scuderie reali. La costruzione dei giardini è terminata dopo la guerra civile. La sua funzione di estensione architettonica e ornamentale del palazzo reale è stata enfatizzata quando vennero collocate delle sculture che inizialmente erano destinate a decorare il cornicione del palazzo.

## Plaza de la Armería
Al piano terra, sui due lati opposti di "Plaza de la Armería" (nella quale si svolge quasi ogni primo mercoledì di ciascun mese a mezzogiorno il cambio della guardia), si trovano:
- sulla destra, la Real Botica (farmacia reale), composta da diversi ambienti, tra cui una sala per la distillazione. Contiene numerose giare in ceramica Talavera contenenti medicinali che venivano usati per curare gli ammalati della corte, cassetti per le erbe e ricettari con medicazioni prescritte alla Famiglia Reale. La stanza è stata ricostruita fedelmente, riprendendo lo stile dell’epoca di Alfonso XII;
- sulla sinistra, la Real Armería, importante raccolta di armi e armature appartenenti alla famiglia reale spagnola, le varie partecipazioni datano dal XIII al XIX secolo; questa collezione è considerata la più importante del suo genere in tutto il mondo. Nella sala spiccano l'armatura a cavallo di Carlo V d'Asburgo e quelle di Carlo V e Filippo II

La facciata principale, nella parte superiore, ha due grandi statue vicino allo scudo di Spagna che rappresentano due re visigoti Recaredo II e Ervigio, anche se alla base delle due sculture sono indicati nomi differenti. Anche nel resto della piazza sono presenti sculture di re visigoti.

## Le sale

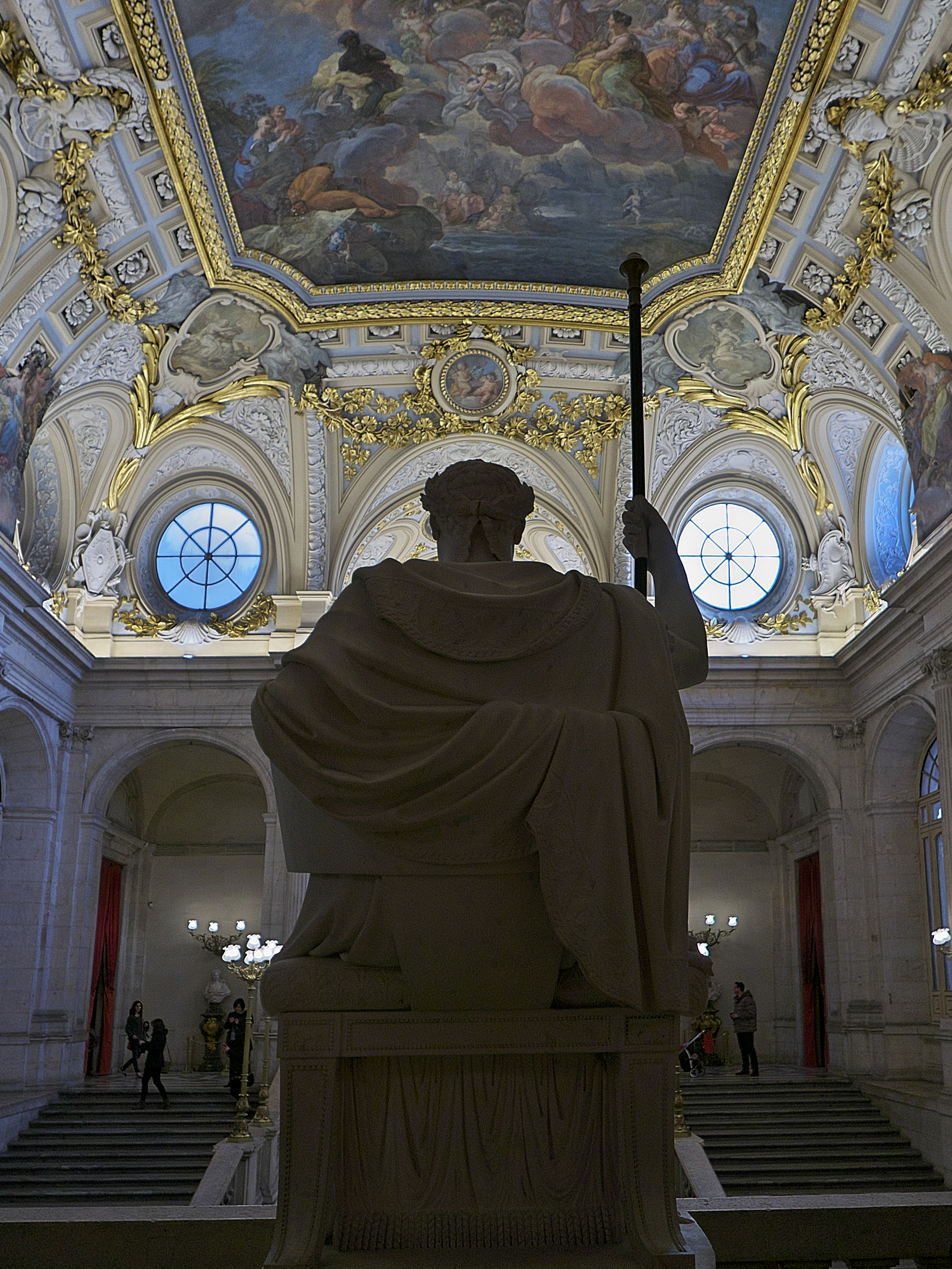
Scalone principale, con l'affresco di Corrado Giaquinto

Lo scalone principale in marmo, adiacente alla statua di Carlo III nelle vesti di imperatore romano, conduce al piano nobile. Venne progettato dal Sabatini, e vanta un affresco nella volta raffigurante La monarchia spagnola che rende omaggio alla Religione, opera di Corrado Giaquinto.
La prima sala, quella degli Alabarderos, con pregevoli opere di artisti italiani: nella volta un affresco del Tiepolo raffigurante l'Apoteosi di Enea mentre alle pareti ci sono alcuni arazzi e dei dipinti di Luca Giordano.
Segue il Salón de Columnas (Salone delle Colonne) nella quale è presente un affresco del Giaquinto, una serie di arazzi tessuti a Bruxelles su cartoni di Raffaello raffigurano gli Atti degli Apostoli, e alcune sculture barocche raffiguranti dei personaggi dell'Impero Romano e Carlo V. Inoltre questa stanza è stata anche scenario di importanti avvenimenti, tra cui la firma dell’Atto di adesione della Spagna alla Comunità Economica Europea nel 1986 o, più recentemente, l’atto di abdicazione di Re Juan Carlos a favore del figlio; e durante i primi anni di vita del palazzo, in questo salone, ogni Giovedì Santo i reali celebravano il “Lavatorio y comida de los pobres”, evento in cui davano da mangiare e lavavano i piedi a 25 poveri, di fronte alle più alte autorità di Spagna.
Le sale che portano agli appartamenti di Carlo III prendono il nome da Mattia Gasparini, l'artista veneziano che ne curò la decorazione.
Si inizia dalla Saleta de Gasparni, usata da Carlo III come sala da pranzo a cui segue l'anticamera, con 4 quadri di Goya che ritraggono Carlo IV e Maria Luisa. La stanza successiva è la camera da letto di Carlo III, seguita dalla Stanza di passaggio di Carlo III contenente un arazzo del Goya, olio su tela, The boar hunt (La caccia al cinghiale) e ritratti di Ferdinando VII e la sua quarta moglie Maria Cristina di Borbone.
Più avanti si trova la Sala di Carlo III. In origine camera da letto di Carlo III; mostra un ritratto del re in cui indossa il mantello del suo ordine, dipinto da Mariano Salvador Maella; un lampadario francese del XIX secolo nella forma di un fleur-de-lis, e l'affresco dipinto da Vincente López, allegoria dell'istituzione dell'ordine di Carlo III, del 1828.
La stanza successiva è la Sala de porcelana avente alle pareti numerose maioliche, raffiguranti cherubini e ghirlande, eseguite dalla manifattura del Buen Retiro e un grande planetario. Era la sala destinata agli uomini fumatori, mentre le donne parlavano e mangiavano cioccolatini nella vicina Stanza Gialla contenente una cassettiera del XVIII secolo e delle sedie comunemente indicate con il nome sillas de Peineta a causa della loro somiglianza con un pettine ornamentale.
Segue la sala del Comedor de Gala o Salone del banchetto (Sala da pranzo da gala), luogo ufficiale per il banchetti di corte, la quale, con una lunga tavolata apparecchiata riusciva a ospitare fino a 140 invitati. Questa grande sala banchetti e questa grande sala da ballo sono state create nel 1879 su ordine di Alfonso XII unendo tre sale appartenenti alla regina, la moglie di Carlo III, Maria Amalia di Sassonia. È degno di nota per i magnifici arazzi fiamminghi del XVI secolo, in porcellana francese e cinese e 15 lampadari di cristallo. È ancora usato tutt'oggi dal re e dalla regina per i banchetti di Stato.
La stanza successiva dispone di un centro tavola di pietre dure, smalto e bronzo dorato, creato dall'orafo romano Luigi Valadier. Risalgono ai primi anni del XIX secolo i decori da tavolo in bronzo di Pierre-Philippe Thomire. Fatti di pietre dure e stucchi realizzato dai laboratori reali durante il periodo di Carlo IV.
La stanza del argenteria mostra argenteria e oggetti dorati che arrivano dal XIX secolo fino ai primi del XX secolo, mentre la camera di vetro e porcellana espone servizi da cena in porcellana e bicchieri di diversa provenienza datati dal XVIII al XX secolo.
La Galleria fornisce ai membri della famiglia 6reale l'accesso ai rispettivi appartamenti. Lo stile barocco classico sereno del cortile del principe si può ammirare dalle finestre panoramiche.
La Sala de Relojos, con molti orologi, di cui alcuni molto preziosi. Nelle sale successive ci sono piatti, pezzi di argenteria e molti strumenti musicali tra cui alcuni rarissimi Stradivari e una bellissima chitarra del 1796 tutta decorata di madreperla.
La Real Capilla è situata nel cuore del lato nord del piano nobile del palazzo ed è accessibile dalle gallerie che circondano il cortile. La pianta è circolare e contiene splendide decorazioni in marmo e ad affresco del Giaquinto.
Il Camón (balcone chiuso) dispone di una vista della scala principale, consentendo di osservare da una prospettiva differente l'affresco sul soffitto dipinto dal Giaquinto.
L’Anticamera Ufficiale conserva ritratti di Carlo III, Alfonso XIII e Victoria Eugenia, i primi e gli ultimi monarchi vissuti nel Palazzo.

L’Anticamera della regina conserva arazzi tessuti al Real Fábrica de Tapices de Santa Bárbara nel XVIII secolo. L'affresco sul soffitto rappresenta il potere della monarchia spagnola e fu dipinto dal Tiebolo.

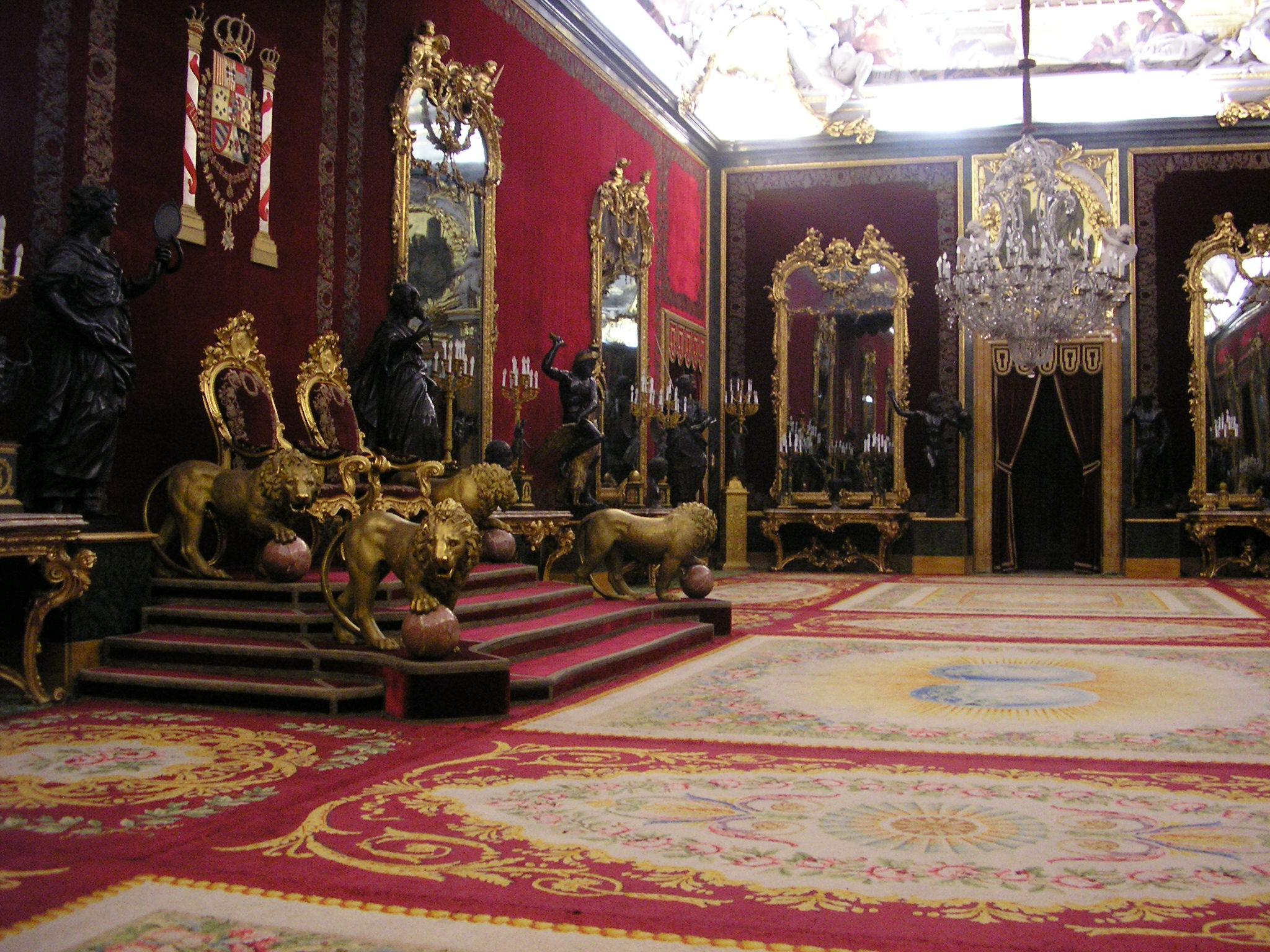
Il Salone del Trono

Il Salón del Trono conserva ancora l'arredamento datogli da Carlo III con mobili dorati in stile rococò (realizzati a Napoli, dove Carlo III regnava) pareti rivestite da velluto e orologi di fattura inglese e svizzera. Gli specchi, enormi e costosissimi per l'epoca, furono realizzati dalla Real Fábrica de La Granja mentre i lampadari provengono da Venezia, così come i quattro Leoni dorati che difendono i due troni color oro e scarlatto, riproduzioni di quelli di Carlo V. Gli affreschi sono del Tiepolo e rappresentano l'Allegoria della Monarchia Spagnola. Inoltre la sala ospita alcune statue che erano presenti nell’Alcazar (la fortezza che precedentemente insisteva su questo territorio).